# L'Amour et les Forêts
L'Amour et les Forêts és una pel·lícula de drama psicològic francès de 2023 dirigida per Valérie Donzelli, que va coescriure el guió amb Audrey Diwan. Està basada en la novel·la homònima d'Éric Reinhardt del 2014. S'ha doblat i subtitulat al català.
Es va estrenar a la secció d'estrenes al 76è Festival de Cinema de Canes el 24 de maig de 2023, i va arribar als cinemes de França el mateix dia a càrrec de la distribuïdora Diaphana Distribution. Va rebre quatre nominacions als 49è premis César.